# Charles S. Kraszewski
Charles Stephen Kraszewski (ur. 1962 w Pensylwanii) – poeta, tłumacz z literatury polskiej, czeskiej  i słowackiej, oraz z łaciny i greki. Wydał trzy tomiki wierszy po angielsku: Beast (2013), Diet of Nails (2014), i Chanameed (2014), oraz dwa tomy po polsku: Hallo Sztokholm (2021) i Skowycik (2022). Wydał też powieść satyryczną po angielsku: Accomplices, You Ask? (2022). Jako tłumacz, zajmuje się głównie poezją i dramatami, oraz powieściami. Z polskiego tłumaczy klasyków (Mickiewicz, Słowacki, Norwid, Kochanowski) ale też współczesnych autorów, jak np. Rafała Wojasińskiego i Andrzeja Kotańskiego; z czeskiego: Jana Balabána, Jiří'ego Kratochvila, Jaroslava Haška, Rio Preisnera, Jana Zahradníčka; z słowackiego Ľudovíta Štúra. 

## Życiorys
W latach 80. XX wieku studiował w Instytucie Badań Polonijnych na Uniwersytecie Jagiellońskim jako stypendysta Fulbrighta, gdzie również wykładał jako młody akademik w roku 1990–1991 w Instytucie Filologii Polskiej (Komparatystyka literacka) po uzyskaniu stopienia doktora (PhD) w dziedzinie literatury porównawczej na Penn State University. W latach 1993–1994 pracował w Cricotece w Krakowie w ramach stypendium IREXu; przełożył na język angielskie wszystkie partytury teatralne Tadeusza Kantora. Przekłady te, nigdy nie wydrukowane, znajdują się w zbiorach archiwalnych Cricoteki. Krótko związany z Polskim Instytutem Naukowym (PIASA) w Nowym Jorku, w latach 2008–2010 był redaktorem naczelnym kwartalniku  The Polish Review tejże organizacji. Zrezygnował i ze stopy redakcyjnej i z PINu w roku 2010. Jego artykuły na temat polskich pisarzy znajdują się w rejestrach Polskiej Bibliografii Literackiej. Należy do Stowarzyszenia Pisarzy Polskich (oddział w Krakowie) i Związku Pisarzy Polskich na Obczyźnie w Londynie. Jest obywatelem polskim. 

## Wybrane książki i tłumaczenia
- Skowycik (wiersze po polsku), wyd. Pewne, Kielce 2022  ISBN  978-83-63518-79-0.
- Hallo Sztokholm (wiersze po polsku), wyd. Pewne, Kielce 2022 ISBN 978-83-63518-40-0.
- Accomplices, You Ask? (powieść po angielsku), wyd. Montag, San Francisco, 2023. ISBN: 978-1957010014.
- Diet of Nails (wiersze po angielsku) wyd. Cervena barva, Somerville, MA, 2014 ISBN: 978-0991009152.
- Adam Mickiewicz, Forefathers’ Eve, wyd. Glagoslav, Londyn, ISBN:  978-1911414018.

## Nagrody i wyróżnienia
- Nagroda Związku Pisarzy Polskich na Obczyźnie za propagowania polskiej kultury za granicą (2013)[3]
- Brązowy Medal „Zasłużony Kulturze Gloria Artis” (2022)[4]
- Nagroda ZAiKS-u za przekład literatury polskiej na język obcy (2023)[5]